# ネグロ川 (ウルグアイ)
ネグロ川（ネグロがわ、スペイン語: Río Negro,黒い川）は、南米ウルグアイを流れる河川で、ラプラタ川水系ウルグアイ川の支流である。
ブラジルのバッジェに源を発し、ウルグアイを東から西に流れる。事実上国土を北と南に隔てている。